# Outdoor Brabant
Outdoor Brabant is een jaarlijks terugkerend Nederlands paardensportevenement op landgoed Prinsenhoeve in de Bredase wijk Ruitersbos. De vroegere naam van dit evenement was Breda Hippique. 
Op Outdoor Brabant is ook een Outdoor Fair en het Kamsteeg Tuinenplein. Voor kinderen is er een kinderdorp en op woensdagmiddag een jeugdmiddag. Er zijn ook tal van demonstraties. De toegang tot het evenement is gratis. 

## Geschiedenis
In 2013 vond het evenement plaats van 4 tot en met 8 september. Er werden wedstrijden gehouden in verschillende disciplines, zoals mennen (vierspannen), eventing (military), springen en dressuur. In 2015 vond het WK Ponymennen plaats tijdens Outdoor Brabant. Eerder vonden al de Wereldkampioenschappen aangepast mennen en de Europese kampioenschappen vierspannen plaats. De men- en eventingwedstrijden zijn internationaal samengestelde wedstrijden. 
In 2016 werd het FEI WK Vierspannen georganiseerd op landgoed Prinsenhoeve, tijdens Outdoor Brabant. De spring- en dressuurrubrieken waren voor nationale en regionale deelnemers. Nieuw op het programma in 2016 stonden Six Bars en Jump & Drive. Daarnaast wordt - zoals elk jaar - de Grote Prijs van Breda verreden, een derby, dat wil zeggen een springrubriek over 21 veelal natuurlijke hindernissen.